# Charles Baehni
Charles Baehni, född den 21 augusti 1906 i Genève, död den 23 januari 1964, var en schweizisk botaniker som gjorde viktiga bidrag till den vetenskapliga kunskapen inom det botaniska området. Hans huvudsakliga intresse var sapotillväxter, men han bidrog även inom almväxter, Lacistemaceae och violväxter.
Auktorsnamnet Baehni kan användas för Charles Baehni i samband med ett vetenskapligt namn inom botaniken; se Wikipediaartiklar som länkar till auktorsnamnet.